# توني لاركن
توني لاركن (بالإنجليزية: Tony Larkin)‏ هو لاعب كرة قدم ومدرب كرة قدم بريطاني في مركز الدفاع، ولد في 12 يناير 1956 في ليفربول في المملكة المتحدة. لعب مع شروزبري تاون ونادي إيفرتون ونادي ريكسهام ونادي كارلايل يونايتد ونادي هيرفورد.